# Solanum fiebrigii
Solanum fiebrigii är en potatisväxtart som beskrevs av Friedrich August Georg Bitter. Solanum fiebrigii ingår i släktet skattor som ingår i familjen potatisväxter. Inga underarter finns listade i Catalogue of Life.